# Peñalba de Ávila
Peñalba de Ávila település Spanyolországban, Ávila tartományban. Peñalba de Ávila Mingorría, Cardeñosa, Monsalupe, Las Berlanas, Gotarrendura, Hernansancho, Vega de Santa María és Pozanco községekkel határos. Lakosainak száma 105 fő (2024).

## Népesség
A település népessége az utóbbi években az alábbiak szerint változott:
| Lakosok száma | 126  | 129  | 125  | 133  | 123  | 115  | 108  | 102  | 116  | 105  |
|               | 2001 | 2004 | 2006 | 2009 | 2011 | 2014 | 2016 | 2019 | 2021 | 2024 |